# Petr Němec
Petr Němec (* 7. června 1957) je český trenér a bývalý fotbalista, držitel bronzové medaile z mistrovství Evropy 1980 (byť na šampionátu do bojů přímo nezasáhl) a zlaté medaile z letních olympijských her 1980 v Moskvě. V československé reprezentaci odehrál 5 utkání. V letech 1977–1986 byl hráčem Baníku Ostrava, s nímž získal dva mistrovské tituly (1980, 1981) a jeden Československý pohár (1978). Kariéru ukončil ve Sklounionu Teplice. V československé lize odehrál 189 zápasů a vstřelil 33 branek.

## Ligová bilance
| Ročník           | Zápasy | Góly | Minuty | Klub                 |
| ---------------- | ------ | ---- | ------ | -------------------- |
| I. liga 1977/78  | 26     | 3    | –      | TJ Baník OKD Ostrava |
| I. liga 1978/79  | 22     | 5    | –      | TJ Baník OKD Ostrava |
| I. liga 1979/80  | 25     | 1    | –      | TJ Baník OKD Ostrava |
| I. liga 1980/81  | 30     | 7    | –      | TJ Baník OKD Ostrava |
| I. liga 1981/82  | 21     | 3    | –      | TJ Baník OKD Ostrava |
| I. liga 1982/83  | 27     | 9    | –      | TJ Baník OKD Ostrava |
| I. liga 1983/84  | 13     | 2    | –      | TJ Baník OKD Ostrava |
| I. liga 1984/85  | 25     | 3    | –      | TJ Baník OKD Ostrava |
| II. liga 1985/86 | 25     | 0    | –      | TJ SU Teplice        |
| II. liga 1986/87 | 14     | 0    | –      | TJ SU Teplice        |
| II. liga 1987/88 | 11     | 0    | –      | TJ SU Teplice        |
| II. liga 1988/89 | 29     | 5    | –      | TJ SU Teplice        |
| CELKEM I. LIGA   | 189    | 33   | –      |                      |